# Petro Porosjenko
Petro Oleksiyovytsj Porosjenko (Oekraïens: Петро Олексійович Порошенко) (Bolhrad, 26 september 1965) is een Oekraïens voormalig politicus.  Van 7 juni 2014 tot eind mei 2019 was Porosjenko president van Oekraïne. Hij is van oorsprong ondernemer.

## Jeugd en opleiding
Porosjenko werd op 26 september 1965 geboren in Bolhrad in de oblast Odessa, maar groeide op in Vinnytsja in Centraal-Oekraïne. In 1989 studeerde hij af in de economie aan de faculteit internationale betrekkingen en internationaal recht, daarna het Instituut voor Internationale Betrekkingen, van de Taras Sjevchenko Nationale Universiteit van Kiev.

## Ondernemerschap
Porosjenko begon daarna een bedrijf in cacaobonen, dat uitgroeide tot de Roshengroep, de grootste zoetwarenfabrikant van Oekraïne. Dit leverde hem de bijnamen Chocoladekoning en de Willy Wonka van Oekraïne op. Daarnaast bezit Porosjenko een aantal auto- en busfabrieken, een scheepswerf en een televisiekanaal. Porosjenko stond in 2012 op de 1153e plaats op de lijst van rijkste mensen ter wereld.

## Politieke loopbaan
Porosjenko werd in 1998 parlementslid voor de Verenigde Sociaaldemocratische Partij maar verliet deze partij in 2000 om de afsplitsing Solidariteit op te richten. Porosjenko was in 2001 betrokken bij de oprichting van de Partij van de Regio's, maar sloot zich er niet bij aan. In 2005 werd hij secretaris van de Nationale Veiligheids- en Defensieraad. Van 9 oktober 2009 tot 11 maart 2010 was hij minister van Buitenlandse Zaken onder premier Joelia Tymosjenko en enkele dagen onder interim-premier Oleksandr Toertsjynov. Van 23 maart tot 24 december 2012 was hij minister van handel en economische ontwikkeling onder premier Mykola Azarov.
Vanaf het begin van de Euromaidan-protesten in november 2013 steunde Porosjenko de pro-Europese anti-regeringsprotesten volmondig. Nadat de Oekraïense president Viktor Janoekovytsj in februari 2014 werd afgezet, bezette Rusland de Krim en brak de oorlog in Oost-Oekraïne uit. 
Voor de vervroegde presidentsverkiezingen voor een opvolger van de gevluchte en afgezette president Viktor Janoekovytsj stelde hij zich op 29 maart 2014 kandidaat en werd al snel de favoriet. Volgens de exitpolls op 26 mei won Porosjenko de eerste ronde met een absolute meerderheid van ca. 56%, waarmee een tweede ronde overbodig werd. Tymosjenko, die ongeveer 12% haalde, erkende meteen haar nederlaag, sprak haar vertrouwen in Porosjenko uit en zei dat de verkiezingen 'eerlijk en schoon' waren verlopen ondanks de zware sociaal-economische en politiek-militaire toestanden van het land, vooral in Oost-Oekraïne.

In het begin van 2015 werden in de hoofdstad van Wit-Rusland, Minsk, vredesonderhandelingen over de oorlog in Oost-Oekraïne gevoerd. Porosjenko voerde de onderhandelingen met Angela Merkel, François Hollande en Vladimir Poetin. Op 21 april 2019 werd Porosjenko weggestemd bij de presidentsverkiezingen. Zijn opvolger werd Volodymyr Zelensky.

## Beschuldiging van landverraad
In december 2021 werd voormalig Oekraïense president Petro Porosjenko beschuldigd van landverraad, steun aan terroristische organisaties en financiering van terrorisme. Deze beschuldigingen kwamen voort uit vermeende betrokkenheid bij de aankoop van steenkool uit door separatisten gecontroleerde gebieden van Oekraïne, samen met de pro-Russische politicus Viktor Medvedtsjoek. Porosjenko ontkende deze beschuldigingen en noemde het politiek gemotiveerde laster. Een Oekraïense rechtbank legde op 6 januari 2022 beslag op zijn eigendommen als onderdeel van het lopende onderzoek. In januari 2022 oordeelde een rechtbank dat Porosjenko in Kiev moest blijven en zijn paspoort aan de autoriteiten moest tonen. Hij mocht de stad Kiev of de oblast Kiev niet verlaten zonder voorafgaande toestemming van de rechtbank of het openbaar ministerie. In december 2023 werd Porosjenko opnieuw door de Oekraïense veiligheidsdienst verhinderd om naar de EU te reizen, ondanks een officiële reisvergunning die was ondertekend door Ruslan Stefanchuk, voorzitter van de Verchovna Rada, het Oekraïense parlement.